# James Craig Watson

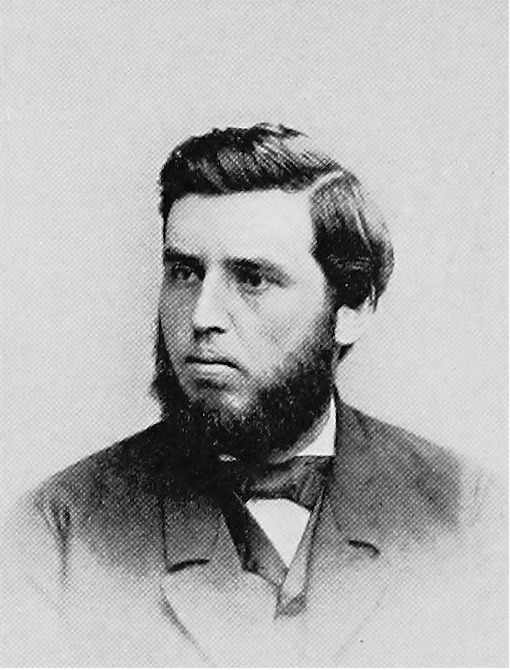
James Craig Watson

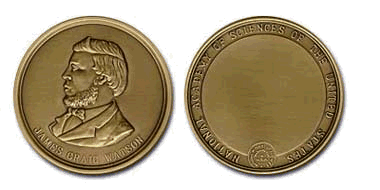
Medal Jamesa Craiga Watsona

James Craig Watson (ur. 28 stycznia 1838 w Fingal, zm. 22 listopada 1880 w Madison) – kanadyjsko-amerykański astronom.

## Życiorys
Urodził się we wsi Fingal w kanadyjskiej prowincji Ontario. W 1850 jego rodzina przeniosła się do Ann Abor w stanie Michigan.
Karierę naukową rozpoczął na Uniwersytecie Michigan. W latach 1863–1879 był dyrektorem Obserwatorium w Detroit. W 1868 napisał podręcznik Theoretical Astronomy.
Odkrył w sumie 22 asteroidy, począwszy od (79) Eurynome w 1863. Jedno z jego odkryć zostało dokonane podczas pobytu w Pekinie w celu obserwacji tranzytu Wenus. Odkrył wtedy asteroidę (139) Juewa, której nazwę wybrali chińscy urzędnicy.
Mocno wierzył w istnienie hipotetycznej planety Wulkan, mającej krążyć po orbicie mniejszej od orbity Merkurego, a która, jak obecnie wiadomo, nie istnieje (choć istnienie małych asteroid – Wulkanoidów jest możliwe). Wierzył też, że zobaczył dwie takie planety podczas zaćmienia słońca w lipcu 1878 w Wyoming.
Umarł na zapalenie otrzewnej w wieku zaledwie 42 lat. Zgromadził dużą sumę pieniędzy przez pozaastronomiczną działalność w biznesie. W ramach testamentu utworzył Medal Jamesa Craiga Watsona, nagrodę przyznawaną co trzy lata przez Amerykańską Narodową Akademię Nauk za wkład w astronomię.
Asteroida (729) Watsonia została nazwana na jego cześć.

## Odkryte asteroidy
- (79) Eurynome – 14 września 1863
- (93) Minerva – 24 sierpnia 1867
- (94) Aurora – 6 września 1867
- (100) Hekate – 11 lipca 1868
- (101) Helena – 15 sierpnia 1868
- (103) Hera – 7 września 1868
- (104) Klymene – 13 września 1868
- (105) Artemis – 16 września 1868
- (106) Dione – 10 października 1868
- (115) Thyra – 6 sierpnia 1871
- (119) Althaea – 3 kwietnia 1872
- (121) Hermione – 12 maja 1872
- (128) Nemesis – 25 listopada 1872
- (132) Aethra – 13 czerwca 1873
- (133) Cyrene – 16 sierpnia 1873
- (139) Juewa – 10 października 1874
- (150) Nuwa – 18 października 1875
- (161) Athor – 19 kwietnia 1876
- (168) Sibylla – 28 września 1876
- (174) Phaedra – 2 września 1877
- (175) Andromache – 1 października 1877
- (179) Klytaemnestra – 11 listopada 1877